# Gallicano (Italia)
Gallicano è un comune italiano di 3 609 abitanti della Garfagnana, nella provincia di Lucca in Toscana.

## Geografia fisica
Gallicano sorge su una valle che domina il fiume Serchio a 185 m s.l.m. di altitudine.
Il territorio del comune, ubicato nella parte più meridionale della Garfagnana, risulta compreso tra 132 e 1 184 metri sul livello del mare, per un'escursione altimetrica complessiva pari a 1 052 metri.
Il paese dista 37,7 chilometri da Lucca, capoluogo dell'omonima provincia a cui il comune appartiene.

## Origini del nome
Come per l'omonima località laziale, Gallicano è un toponomo di origine prediale, che risale al nome personale latino Gallicanus, con varie attestazioni nel Medioevo.

## Storia
Si hanno notizie dell'esistenza di Gallicano a partire dall'anno 771, come risulta da una pergamena conservata nell'archivio vescovile di Lucca, nel quale si parla dell'acquisto di una casa da parte di Peredeo, un vescovo lucchese.
Il nome del paese si dice che provenga dal nome del legionario Cornelio Gallicano, al quale questa terra era stata donata dai romani come ricompensa delle sue imprese. Dopodiché ci sono notizie sconnesse e approssimative, fino al X secolo, in cui Gallicano passò sotto ai Corvaia, una famiglia nobile di Lucca.
Seguirono alterne vicende fino al 1347, quando Gallicano diventò capoluogo di vicaria. Nel 1370 gli abitanti di Gallicano, istigati da Rolando Antelminelli, fuoriuscito da Lucca, si ribellarono ai lucchesi.
Ma, dopo circa un anno, le truppe della Repubblica inviate in Garfagnana, sotto il comando di Giovanni Degli Obizi ripresero possesso del Castello, costringendo Gallicano e tutta la Vicaria a giurare nuovamente fedeltà alla Repubblica Lucchese. Da quel momento in poi cominciò una rivalità tra Lucca e i duchi di Modena, gli Estensi, per ottenere il possesso di Gallicano. A motivare questa disputa c'erano motivi commerciali: l'importanza delle coltivazioni e tessiture della canapa, e l'industria della pesca, praticata lungo il "Turrite". Le dispute dei due stati vennero interrotte solo dall'intervento del Papa Nicolò V, che decise di riassegnare la Vicaria di Gallicano alla Repubblica Lucchese.
La Vicaria di Gallicano segue le vicende storiche della Repubblica di Lucca fino al 1847 quando è aggregata alla Garfagnana estense in esecuzione delle clausole del Trattato di Vienna e dell'anticipata reversione del Ducato Borbonico.
Il risorgimento italiano vede Gallicano annesso alla Monarchia di Savoia e, con tutta la Garfagnana, aggregato alla provincia di Massa (1859).
Solo nel 1923 ottiene la riunione alla provincia di Lucca tornando così nel suo alveo geografico, storico e culturale.
Gallicano è sulla Via del Volto Santo.

## Monumenti e luoghi d'interesse

### Castello
Il castello di Gallicano, venne edificato probabilmente con i primi insediamenti feudali, anche se non è da escludere una prima fortificazione romana, vista la presenza della via Clodia Nova. Comunque l'incursione lucchese del 1170, conferma l'esistenza di un primo “Castrum” che dopo la prima distruzione verrà ricostruito e nuovamente danneggiato nel 1370. A questo punto il castello inizierà un percorso di rafforzamento che grazie, ad una serie di ampliamenti di notevoli entità, lo trasformerà in una fortezza. Dopo la distruzione del 1370 che comportò l'abbattimento del mastio, i lucchesi iniziarono a ricostruirlo e a rafforzarne le difese; infatti nella Bolla d'Oro di Carlo V (1376) troviamo citato il “Castrum Gallicani”. Il castello sorgeva intorno alla chiesa, e a questa rapida ricostruzione seguì un ulteriore intervento ai primi del Quattrocento durante la Signoria di Paolo Guinigi. Non si conosce con certezza il periodo della sua trasformazione in fortezza, ma in alcune mappe tardo medievali, il castello appare circondato, da una seconda cinta muraria semi quadrangolare, difesa da ben 11 torri. Comunque nel 1485 la popolazione di Gallicano ottenne l'autorizzazione ad abbattere la Pieve, collocata fuori dal castello, per poter costruire un nuovo mastio (un torrione) all'interno del castello, dentro il quale verrà anche edificata la nuova chiesa. Le tracce di questa ultima edificazione, ancora oggi sono ben visibili intorno alla Pieve di San Jacopo, mentre della seconda cinta muraria (di quasi 1500 metri di lunghezza) restano solamente piccole tracce, difficilmente individuabili, inglobate oramai nelle abitazioni costruite dopo il ‘700. Al tempo delle guerre con gli estensi, la Repubblica di Lucca punì con pene severe (era previsto anche il carcere a vita), per chiunque avesse aperto un varco di qualsiasi dimensione nelle mura del castello.

### Chiesa di San Jacopo

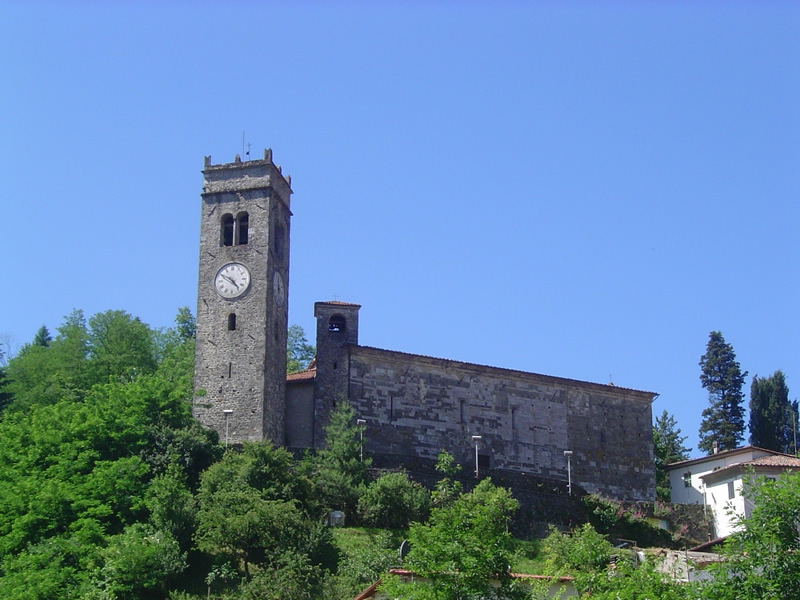
La chiesa di San Jacopo

La Pieve di San Jacopo, venne edificata fra le mura del castello intorno al XV secolo per sostituire la vecchia Pieve, fondata prima del "mille" e intitolata ai Santi Cassiano e Giovanni Battista. Uno dei primi documenti che attestano l'esistenza della chiesa di San Jacopo, riguarda il presbitero Leopardo, che nel 1285, insieme ad altri due presbiteri, si appellarono al vescovo in veste di procuratori del clero e delle chiese della Garfagnana, per una tassa impostagli dalla Repubblica di Lucca. Durante la guerra fra Lucca e gli eredi di Castruccio, che coinvolse il castello di Gallicano, la chiesa risultò violata e alla cacciata dei ribelli dovette essere riconsacrata nuovamente. Nel 1390 il vescovo di Lucca Giovanni III, la elevò al ruolo di Pieve.

### Chiesa di San Giovanni Battista
La chiesa di San Giovanni Battista, venne edificata nel 1486, utilizzando una parte del materiale edile recuperato dall'abbattimento della vecchia Pieve. La chiesa venne eretta sopra un piccolo oratorio posto nel centro del borgo, a poca distanza dall'attuale palazzo comunale, per volere di Domenico Bertini, segretario apostolico di papa Niccolò V, il cui motto «UT VIVAM VERA VITA» si legge nell'epigrafe sulla facciata della chiesa. La chiesa conserva un Crocifisso del tipo 'doloroso' attribuibile al Maestro del crocifisso di Camaiore, un seguace di Giovanni Pisano in cui è, rispetto al maestro, la mancanza di un'organica concezione del corpo e un'espressività meno accesa.

### Chiesa di Santa Maria
La scarsa documentazione al riguardo, non permette di conoscere le origini e gran parte della storia della chiesa di Santa Maria. L'attuale fabbrica ad una navata, è il frutto di una ristrutturazione avvenuta nel 1763, ma analizzando la struttura, soprattutto dal lato posto a levante, appare evidente l'utilizzo, di tre diversi tipi di materiale da costruzione. A ridosso dell'abside, per un piccolo tratto, sono ben visibili le classiche pietre (marmi), utilizzate nelle fabbriche medievali, che possono indicare la presenza di un primitivo oratorio, dalle modeste dimensioni, al quale venne poi aggiunta una piccola torretta per sostenere la campana, realizzata, quest'ultima con pietre delle stesse dimensioni più o meno, ma di diverso materiale, come ad indicare una successiva epoca. Tipologia di pietra, riproposta anche nella facciata, ma non nel tratto compreso fra la stessa e la parte più antica, dove vengono utilizzate, pietre di piccole dimensioni, che danno l'impressione di una successiva riparazione.

### Chiesa di Sant'Andrea
La chiesa di Sant'Andrea, fu edificata intorno al XII secolo al di fuori del castello e della seconda cinta muraria, lungo la via diretta nell'impervia valle della Torrite di Gallicano, importante via di comunicazione, in grado di collegare il fondovalle con i borghi di Verni e Trassilico, gli antichi castelli medievali, prima amici e poi nemici della Gallicano lucchese. Della sua storia, si conosce poco o nulla: l'esame dell'attuale fabbrica, induce a ipotizzare un'edificazione medievale, a ridosso della sua fondazione, come molte volte accadeva, per la scarsa solidità delle prime strutture; ma bisogna tenere conto di una serie di restauri, resi necessari nei secoli successivi che possono nascondere il suo eventuale aspetto trecentesco.

### Chiesa di Santa Lucia
La chiesa di Santa Lucia venne fondata in epoca imprecisata lungo il percorso dell'antica via Clodia Nova, a poca distanza dall'ingresso del castello e dell'ubicazione della primitiva Pieve dei SS.Giovanni e Cassiano. Al tempo del Marchesato di Matilde di Canossa, questa piccola chiesa, aveva annesso anche un monastero, sottoposto all'Abbazia di Frassinoro, privilegio che l'Imperatore Federico Barbarossa, nel 1164, riconfermerà a Willelmo allora abate di Frassinoro. L'attuale fabbrica ad una navata, venne realizzata probabilmente intorno al XII secolo, ma a causa di un terremoto nel 1721 fu necessario ristrutturarla.

### Altro
Il monumento ai caduti, opera dello scultore lucchese Francesco Petroni, fu solennemente inaugurato il 15 ottobre 1926.
Il monumento è collocato in un piccolo giardino tra via IV Novembre e la piazza della posta. Eretto in memoria dei Caduti della prima guerra mondiale, è ospitato all'interno di un piccolo recinto monumentale.
Si tratta di una colonna sovrastata da una statua rappresentante la Patria. La statua di Italia, in marmo bianco, sostiene nella mano destra spada e scudo con stemma, e sorregge, nella mano sinistra, una sfera sormontata da una piccola vittoria alata bronzea.
La colonna poggia su un basamento sul quale, su ogni lato, compare il motivo ricorrente delle due spade con l'impugnatura di leone e aquila che incorniciano rispettivamente: una “lupa capitolina” sul versante sinistro; il “genius loci” sul lato destro.
Sul fronte del basamento compaiono due putti ai lati di un elmetto che sormonta un'ara, mentre sul retro si osserva solo il motivo delle due spade.
Il monumento ha un contenuto fortemente simbolico e patriottico: l'immagine della patria vittoriosa è rafforzata anche dalla scritta, sulle facce del basamento “Italia Renovat Triumphos Romanos”, mentre i due putti effigiati sul basamento simboleggiano le nuove generazioni che onorano i martiri caduti per la grandezza e libertà d'Italia.
Emblematico è anche il richiamo al gallo dello stemma cittadino.
La Cappella di S. Rocco, situata all'inizio di via Cavour è di fattura molto antica visto che le prime notizie storiche risalgono al 1528.
Nel 1911, come si rileva da una targa alla base dell'opera, fu posto sull'altare un tondo in marmo all'interno del quale fu collocatu bassorilievo in bronzo dello scultore gallicanese Guido Cheli.
Le fontane ai lati con relative pile marmoree sono simili a quelle della "fonte pubblica di via Cavour" e furono qui collocate probabilmente nella prima metà dell'Ottocento. In un primo tempo venivano alimentate da una sorgente naturale poi sostituita dall'acquedotto comunale.
Una curiosa tradizione vuole che chi beve l'acqua di S. Rocco è destinato a tornare a Gallicano.
Il palazzo comunale, situato nelle vie del centro storico, ospita sotto il proprio loggiato un tondo di ceramica raffigurante la Madonna col Bambino.
In epoca medievale, era sede del corpo di guardia.
La Chiesa di San Genesio, edificio sacro realizzato nel medioevo.
La fonte pubblica di via Cavour, situata all'interno dell'omonima via, era l'antica locazione del tondo di ceramica robbiana.
Al posto dell'originale che doveva essere spostato per evitare ulteriori danneggiamenti dovuti alle intemperie è stata posta una copia.

## Istruzione
L'istruzione è garantita dall'Istituto Comprensivo di Gallicano che comprende i diversi plessi di: Gallicano, Molazzana e Fabbriche di Vallico. Quello di Gallicano comprende: scuola d'infanzia, scuola primaria e scuola secondaria di I grado e accoglie alunni provenienti dalle frazioni e anche dai comuni vicini di Molazzana e Fabbriche di Vergemoli.
Ad oggi, le scuole sono raccolte in quella che è stata chiamata la "cittadella scolastica" costruita a partire dal 2007 e importante per il fatto di essere un edificio moderno, tecnologico e sicuro.
La "cittadella scolastica" è composta da numerose aule che ospitano gli alunni delle diverse scuole, laboratori, uffici, auditorium e grazie ad un sistema costituito da 24 isolatori con un diametro di 550 mm è capace di resistere ad un terremoto del nono grado della scala Mercalli. Questo è uno dei pochi edifici in Italia costruiti con questa moderna tecnologia che arriva dal Giappone ed è anche all'avanguardia dal punto di vista energetico, per la presenza di sistemi di teleriscaldamento, pannelli fotovoltaici e illuminazione a basso consumo.
La sicurezza dell'edificio è garantita da dei grossi cilindri deformanti, chiamati "isolatori sismici", su cui è stata appoggiata l'intera pianta dell'edificio. In caso di terremoto, assorbono l'energia prodotta dal movimento sismico impedendo che si scarichi sull'edificio danneggiandolo. In Toscana questa tecnica è utilizzata solo in tre scuole in costruzione, oltre a quello di Gallicano. Due si trovano a Villafranca e Mulazzo, e l'altra a Fivizzano (non ancora ultimate).

## Attività

### Sport
- Nel comune di Gallicano vi è una società dilettantistica di calcio affiliata alla FIGC:

U.S. Gallicano (militante nel Campionato di Seconda Categoria Toscana Gir. C 2014/2015) che gioca le sue partite casalinghe al Campo Sportivo Comunale S. Toti.
- Una società di pallavolo affiliata alla Federazione Italiana Pallavolo:

Pallavolo Garfagnana (militante nel Campionato Regionale Serie D Femminile Toscana Gir. A 2016/2017) che gioca le sue partite casalinghe alla Palestra di Gallicano o al PalaSport di Castelnuovo G.na.
- Inoltre tra le attività paesane con maggior tradizione vi è il Gruppo Sbandieratori e Musici di Gallicano, un'associazione che vanta un'attività di oltre trentacinque anni e che ha conseguito nella sua storia ben 7 titoli di Miglior gruppo d'Italia nella Lega italiana sbandieratori.
- Vi sono infine gli impianti sportivi, molto frequentati dai giovani nel periodo estivo, che possiedono: un campo di calcio a 5, 2 campi da tennis, una pista di pattinaggio e la piscina comunale (in funzione sia nel periodo estivo che in quello invernale grazie alla copertura scorrevole).

### Cultura
- A Gallicano ci sono due compagnie teatrali:

"Teatro Civico Popolare di Gallicano"
Compagnia Teatrale "La Ribalta"
- Gallicano possiede la Sala G. Guazzelli, un edificio polifunzionale intitolato a Giuliano Guazzelli (maresciallo dei carabinieri nato a Gallicano ucciso ad Agrigento dalla mafia). Al suo interno ospita spesso infatti rappresentazioni teatrali, conferenze, dibattiti e incontri con personaggi appartenenti a qualsiasi ambito.

### Musica
- In ambito musicale degna di merito è sicuramente la Corale Polifonica di Gallicano.

Costituitasi nel 1983 con gli obiettivi di suscitare interesse per la musica sacra e proporsi come punto di riferimento culturale soprattutto per i giovani del territorio, la Corale Polifonica di Gallicano è composta da circa 30 cantori. Frequentemente è invitata a rassegne e a tenere concerti anche in sede di studio sulla musica sacra corale, riscuotendo sempre entusiastici consensi per la raffinata vocalità, per l'originalità del repertorio e per la fedele interpretazione dello stesso. Tra i titoli di merito si ricorda la partecipazione al Concorso Nazionale per Cori Polifonici “Città di La Spezia” nel 1999 dove si è classificata al quarto posto, ed al Concorso Nazionale di Polifonia sacra “Città di Roccasecca” nel 2002 dove si è classificata al terzo posto. Ha ottenuto il primo posto e medaglia d'oro alla Rassegna Regionale di Musica Sacra di Ponte Buggianese. In occasione del ventennale della fondazione ha inciso un prezioso CD con la Casa Discografica Kikko Music di Milano dal titolo “Cantate Domino: Polifonia Sacra nei Secoli”. Nel 2004 con un concerto tenutosi il 17 dicembre nella Chiesa di San Paolino a Lucca ha rappresentato la Provincia di Lucca nell'ambito della manifestazione Telethon.

### Gastronomia
- La focaccia leva è un prodotto esclusivo del paese di Gallicano, neppure nelle frazioni del comune è conosciuta. In ogni famiglia gallicanese un tempo veniva cucinata almeno una volta a settimana, oggi meno. Ad oggi non sono state ritrovate testimonianze bibliografiche per un riferimento temporale, ma a memoria d'uomo fa parte della tradizione gallicanese. La focaccia leva ha tipica forma rotonda, con diametro di circa 20 cm e uno spessore di almeno 1 cm. Ha colore giallo-marrone con evidenti maculature causate dalla cottura nei testi di ferro (detti “cotte”). Il piatto tradizionale è accompagnato con fagioli giallorini all'uccelletto e salsiccia. Sono ottime farcite (lo spessore consente il taglio a metà) con pancetta arrotolata, biroldo, lardo e formaggi semifreschi di vacca e pecora. È importante consumarle ben calde.
- La minestrella è un piatto di origine contadina fatto con le erbe di campo (ne vengono utilizzate fino a 30 diversi tipi). Una ricetta segreta che si tramanda gelosamente di famiglia in famiglia è nato in periodo di grande miseria e consiste nel raccogliere erbe selvatiche e cucinarle. Una "zuppa" primaverile che offre un aroma ineguagliabile, viene servita accompagnata dai "mignecci".
- I mignecci di formentone sono focaccine di formentone (granturco) appunto con spessore di circa 2-3 mm e diametro di circa 20 cm. Il colore è il giallo oro con screziature più scure dovute alla cottura nei testi di ferro. L'impasto è ottenuto unendo farina di granturco otto file, acqua e sale. Accompagnano la "minestrella" di Gallicano come uno dei componenti di base. Possono essere degustati da soli, ma in tal caso nell'impasto vengono aggiunti cicciori di maiale o fette sottili di salsiccia.

### Altro
- La Pro Loco, nasce nei primi anni '70 con l'intento di sviluppare il territorio. Le prime iniziative prese dalla Pro Loco furono l'organizzazione del Palio di San Jacopo, il "Galletto Canterino", la "Sagra delle Focacce Leve" ed il gemellaggio con Fiavé (TN). Si occupa tuttora dell'organizzazione del Palio di San Jacopo.
- La Misericordia, nasce nel 1869. Fu fondata per prestare primo soccorso con i mezzi che avevano allora a disposizione. Con il passare degli anni questa Associazione è andata sempre più ampliandosi. Ad oggi garantisce grazie alla disponibilità dei volontari un servizio di 24 ore su 24 e un parco macchine dotato di 7 mezzi di soccorso.

## Eventi

### Palio di San Jacopo

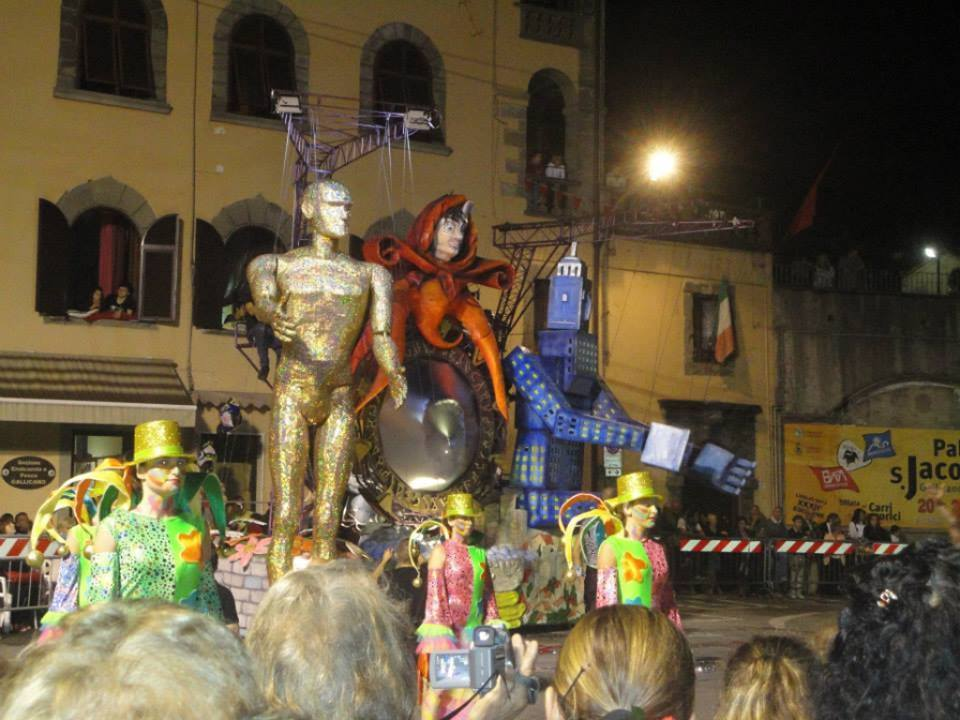
Uno dei tanti carri realizzati negli anni (Borgo Antico 2013)

Il Palio di San Jacopo si svolge il 25 luglio (giorno di San Jacopo, patrono di Gallicano) e il sabato precedente; nel 2016 è arrivato alla XXXV edizione. È una manifestazione paesana (molto conosciuta però anche fuori provincia) in cui si sfidano i tre rioni in cui il paese è diviso: Borgo Antico, Bufali e Monticello. Ogni anno la Pro Loco del paese (ente organizzatore) assegna un tema e i vari rioni devono costruire una storia, poi completata da carri allegorici e da una coreografia, inerente all'argomento assegnato. Non c'è una data precisa per l'inizio dei lavori, anche se solitamente vengono impiegati diversi mesi per completare le opere. Per due sere, i carri vengono fatti uscire dai capannoni e vengono portati in giro per il paese a sfilare, seguiti dai vari partecipanti. Alla fine della serata del 25 luglio sei giudici (tre per serata) decretano il rione vincitore in base a tre criteri di valutazione: inerenza al tema, bellezza dei carri e bellezza della sfilata. Il rione vincitore riceve il "cencio", uno stendardo che simboleggia la vittoria.
La manifestazione è molto sentita dagli abitanti del paese, e durante tutto il periodo di lavorazione e di sfilata i tre rioni si sfottono reciprocamente come tradizione, troviamo inoltre molte attività inerenti, a partire dal palio sportivo dove, sempre i tre rioni, si sfidano in gare sportive: marcia podistica (dove chi porta più persone vince), torneo di calcetto e staffetta, chi totalizza il maggior numero di punti totali vince un assegno di mille euro.
Altre sono le tradizioni, come le scritte sul viadotto la sera prima delle staffette, ogni rione ha una parte del percorso dove scrive per terra frasi per incitare i corridori oppure anche del semplice sfottò verso i rioni rivali. Il rione che ha vinto più volte è il rione Borgo Antico con 15 vittorie (di cui due vinti come Strettoia e due sportivi),  a seguire il rione Bufali con 9 vittorie (di cui uno palio sportivo) e il rione Monticello con 9 vittorie (di cui uno palio sportivo).

### Fiaccolata natalizia
La Fiaccolata Natalizia di Gallicano, è uno tra gli appuntamenti più famosi della Garfagnana, ogni anno migliaia di persone, provenienti da tutta la Toscana, percorrono il tracciato illuminato dalle loro fiaccole, offrendo uno spettacolo fra i più suggestivi della valle.
La Fiaccolata, nacque nel lontano 1979 da una iniziativa benefica, intrapresa dagli alunni di una classe delle scuole elementari, con lo scopo di raccogliere dei fondi, da devolvere per Natale, ai più bisognosi.
Da allora la manifestazione, è cresciuta di anno in anno e con i fondi raccolti, sono state portate a termine iniziative benefiche di rilievo, fra le quali ricordiamo, l'ospedale e la scuola, nel villaggio di Puang in Nuova Guinea.
Oggi insieme alla Fiaccolata, vengono intraprese diverse iniziative e manifestazioni benefiche, che si svolgono nell'intero fine settimana dell'antivigilia di Natale.

### Pane e le Rose
Il Pane e le Rose ("Ritmi e profumi dell'estate"), è un evento che si tiene ogni anno all'inizio dell'estate a Gallicano. Per 10 serate, nell'ampia area verde degli impianti sportivi, sono organizzati concerti con i migliori gruppi della zona, gastronomia con piatti tipici, festa della birra e giochi e divertimento per grandi e piccoli.

## Amministrazione
Di seguito è presentata una tabella relativa alle amministrazioni che si sono succedute in questo comune.
| Periodo        | Periodo        | Primo cittadino                  | Partito                                                        | Carica  | Note                        |
| -------------- | -------------- | -------------------------------- | -------------------------------------------------------------- | ------- | --------------------------- |
| [ 9 ]          | 26 maggio 1990 | Pietro Moriconi                  |                                                                | Sindaco |                             |
| 26 maggio 1990 | 24 aprile 1995 | Giovanni Ardelio Pellegrinotti   | Partito Democratico della Sinistra, Partito Comunista Italiano | Sindaco | [ 9 ]                       |
| 24 aprile 1995 | 14 giugno 1999 | Giovanni Ardelio Pellegrinotti   | Partito Democratico della Sinistra                             | Sindaco | [ 9 ]                       |
| 14 giugno 1999 | 14 giugno 2004 | Giovanni Ardelio Pellegrinotti   | Democratici di Sinistra                                        | Sindaco | [ 9 ]                       |
| 14 giugno 2004 | 8 giugno 2009  | Maria Stella Adami In Bertoncini | lista civica estrazione PD                                     | Sindaco | [ 9 ]                       |
| 8 giugno 2009  | 26 maggio 2014 | Maria Stella Adami               | lista civica estrazione PD                                     | Sindaco | vice sindaco Egidio Nardini |
| 26 maggio 2014 | 27 maggio 2019 | David Saisi                      | lista civica Gallicano c'è                                     | Sindaco | vice sindaco Dino Ponziani  |
| 26 maggio 2019 | 27 maggio 2024 | David Saisi                      | lista civica Gallicano c'è                                     | Sindaco | vice sindaco Dino Ponziani  |
| 10 giugno 2024 | 9 giugno 2029  | David Saisi                      | lista civica Gallicano c'è                                     | Sindaco | vice sindaco Dino Ponziani  |

## Geografia
- Classificazione sismica: zona 2 (sismicità medio-alta), Ordinanza PCM 3274 del 20/03/2003
- Classificazione climatica: zona D, 2053 GR/G
- Diffusività atmosferica: bassa, Ibimet CNR 2002

## Infrastrutture e trasporti
Gallicano è attraversato delle strade provinciali 40 e 41, sulle quali sono svolte autocorse in servizio pubblico a cura di CTT Nord.
È inoltre presente una fermata ferroviaria comune con Barga, servita dalle corse di Trenitalia che percorrono la ferrovia Lucca-Aulla nell'ambito del contratto di servizio con la Regione Toscana.

## Società

### Evoluzione demografica
Abitanti censiti

### Etnie
Secondo i dati ISTAT al 31 dicembre 2009 la popolazione straniera residente era di 269 persone (123 maschi e 146 femmine).
Le nazionalità maggiormente rappresentate in base alla loro percentuale sul totale della popolazione residente erano:
Romania 108 2,73%
Marocco 52 1,32%
Albania 46 1,16%

## Geografia antropica

### Suddivisioni amministrative

#### Frazioni
Campo, sorge in un'exclave del comune vicino alla frazione di Perpoli. La parrocchiale è dedicata a San Giuliano, intorno alla quale sorgono le abitazioni immerse nel verde.
Cardoso, provenendo da Lucca lungo la provinciale della Valle del Serchio il primo paese della Garfagnana. Di grande interesse sono la torre campanaria risalente al XIII secolo e la suggestiva chiesa del 1220 intitolata a San Genesio. Di fronte alla chiesa sovrasta imponente il monte Penna, dove si trova la famosa grotta sotterranea "Buca di Castelvenere". Il paese è inoltre ricco di fontane; merita ricordare quella presso la chiesa, ("Eremo di San Doroteo") sorgente che si dice "scaturita improvvisamente per dissetare il Santo", e che gode di una certa fama per "miracolose guarigioni".
Verni, vedi Verni
Bolognana, è situata lungo la vecchia via Ludovica a poca distanza dal fiume Serchio. Nel centro del paese sorge il monumento ai caduti di guerra, con bassorilievo in marmo, la cui costruzione risale al 1923. La chiesa parrocchiale è dedicata a santa Margherita e si trova nella parte bassa del paese.
Fiattone, sorge su un promontorio a 400 m s.l.m. di altitudine vicino alla frazione di La Barca. Circondato da selve di castagni e terrazzamenti una volta coltivati ad olivi, il paese è composto da poche abitazioni. Fu circondato da una vecchia cerchia di mura munita di due porte, di cui oggi rimangono poche tracce a causa dei bombardamenti dell'ultima guerra. Ancora superbo svetta comunque l'alto campanile della chiesa di San Pietro.
Campia, è situata lungo la vecchia via Ludovica accanto all'omonimo ponte (distrutto e ricostruito fedelmente a seguito della Seconda Guerra Mondiale). Piccolo borgo, è da ricordare per la caratteristica osteria dove il poeta Giovanni Pascoli era solito intrattenersi con gli amici.
Perpoli, sorge a 570 m s.l.m. di altitudine ed offre una suggestiva vista su gran parte della Garfagnana. Proprio per la sua posizione dominante, in passato fu un luogo fortificato, anche se oggi del castello non rimangono che la porta e tratti di mura. Nel punto più elevato del paese è situata la chiesa parrocchiale intitolata a San Michele, ricostruita pressoché interamente nel 1949 a seguito delle devastazioni della guerra.
La Barca, vedi La Barca.
Trassilico, vedi Trassilico.

## Galleria d'immagini

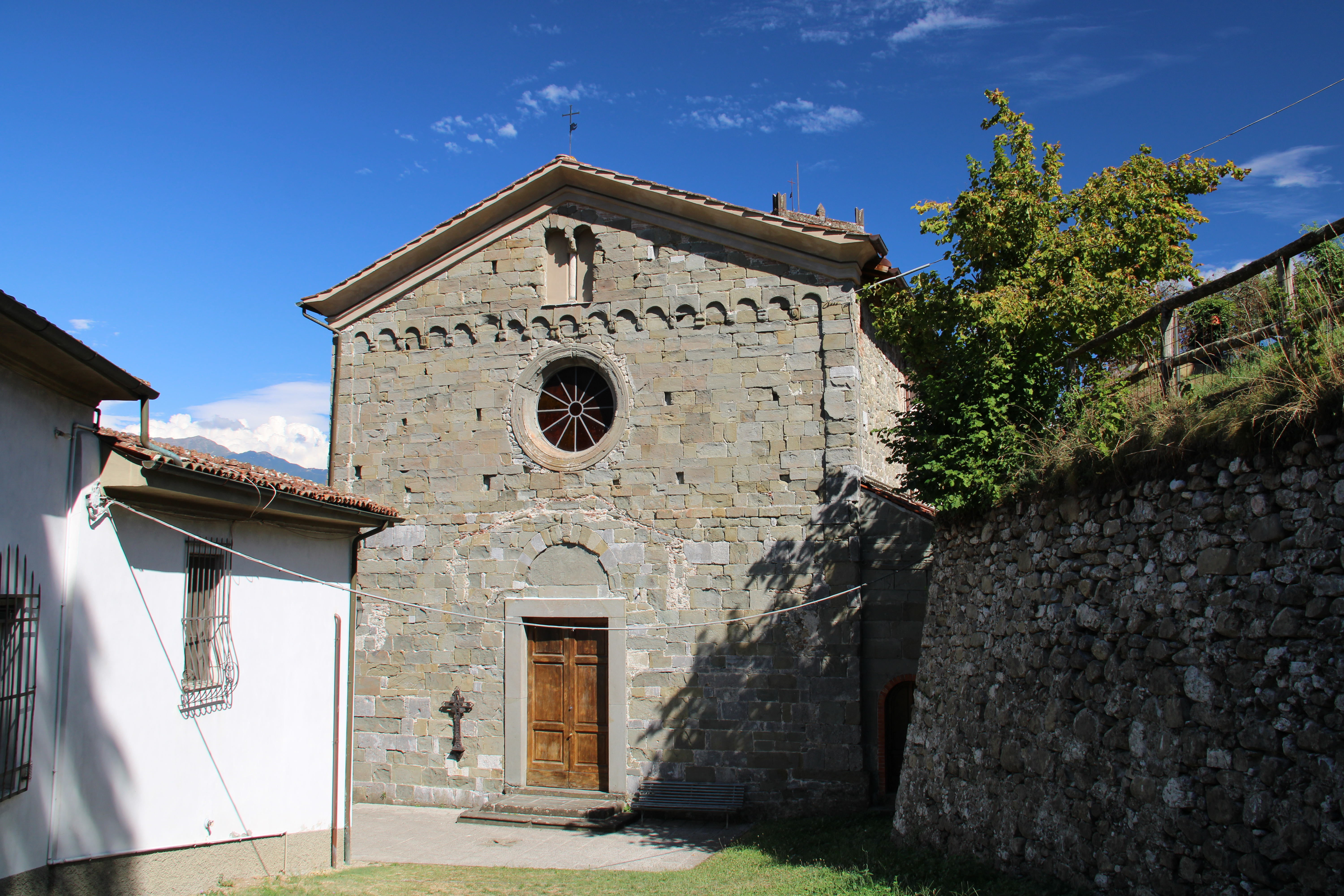
La chiesa di San Jacopo
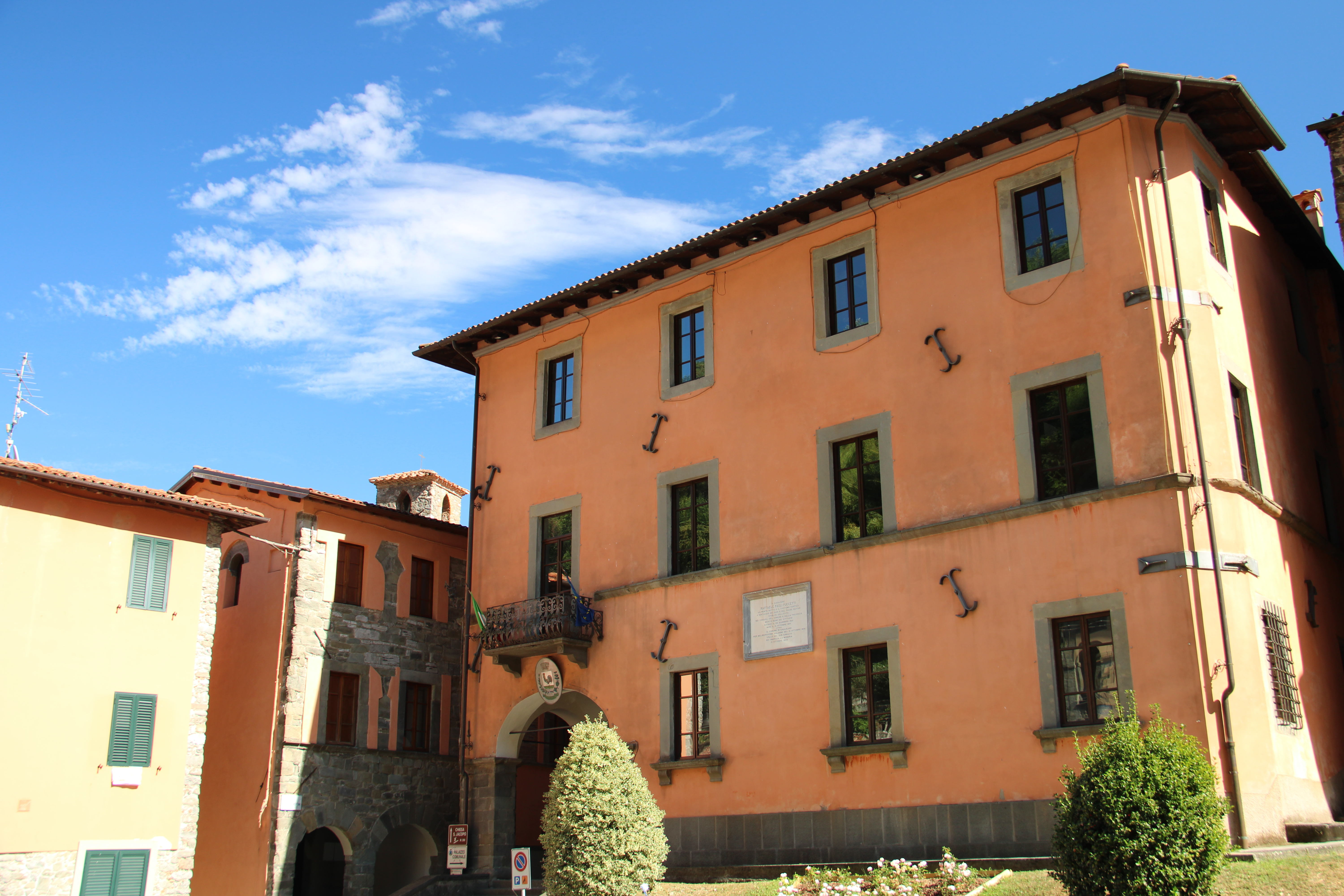
Palazzo comunale
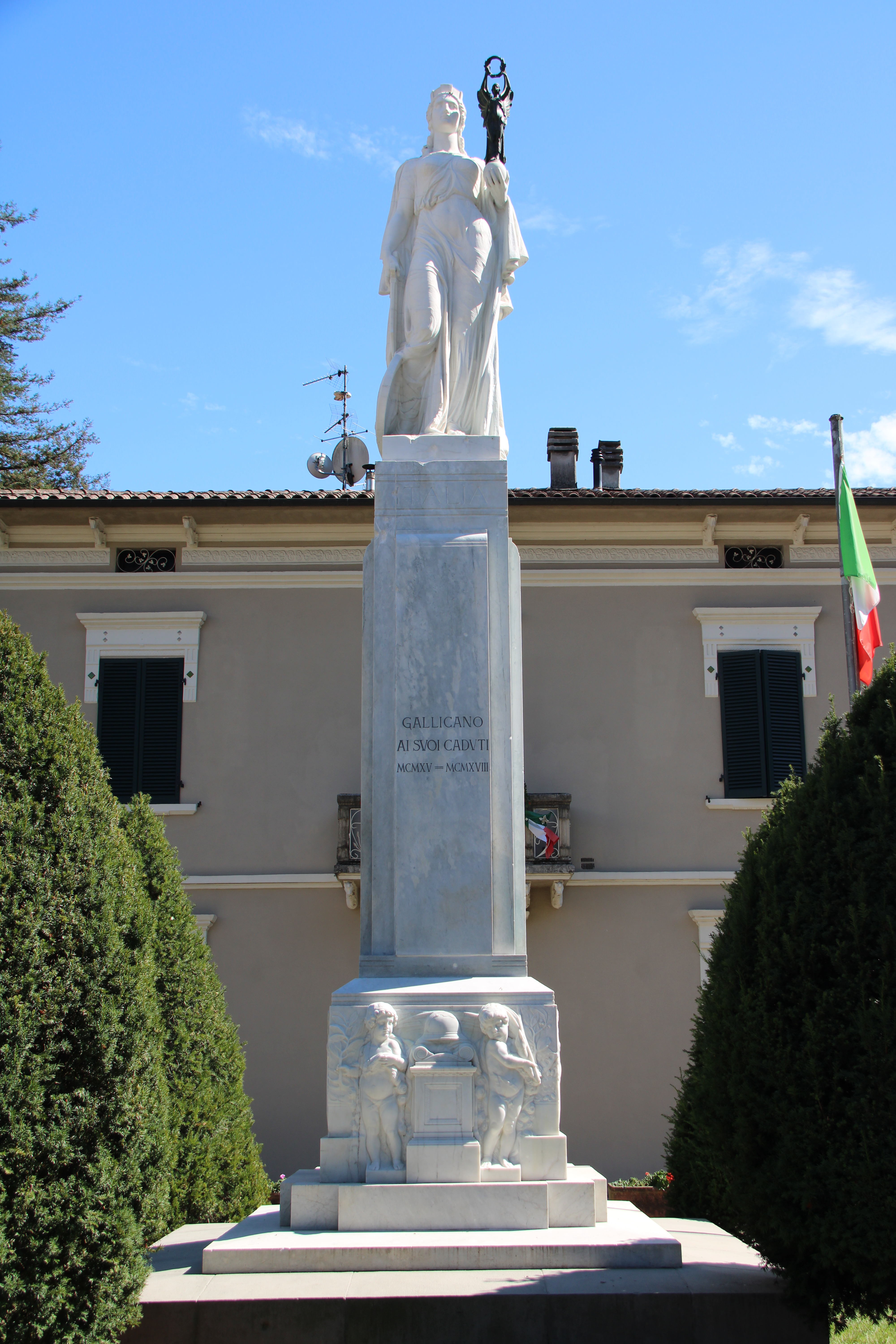
Monumento ai caduti